# Terz (Liturgie)

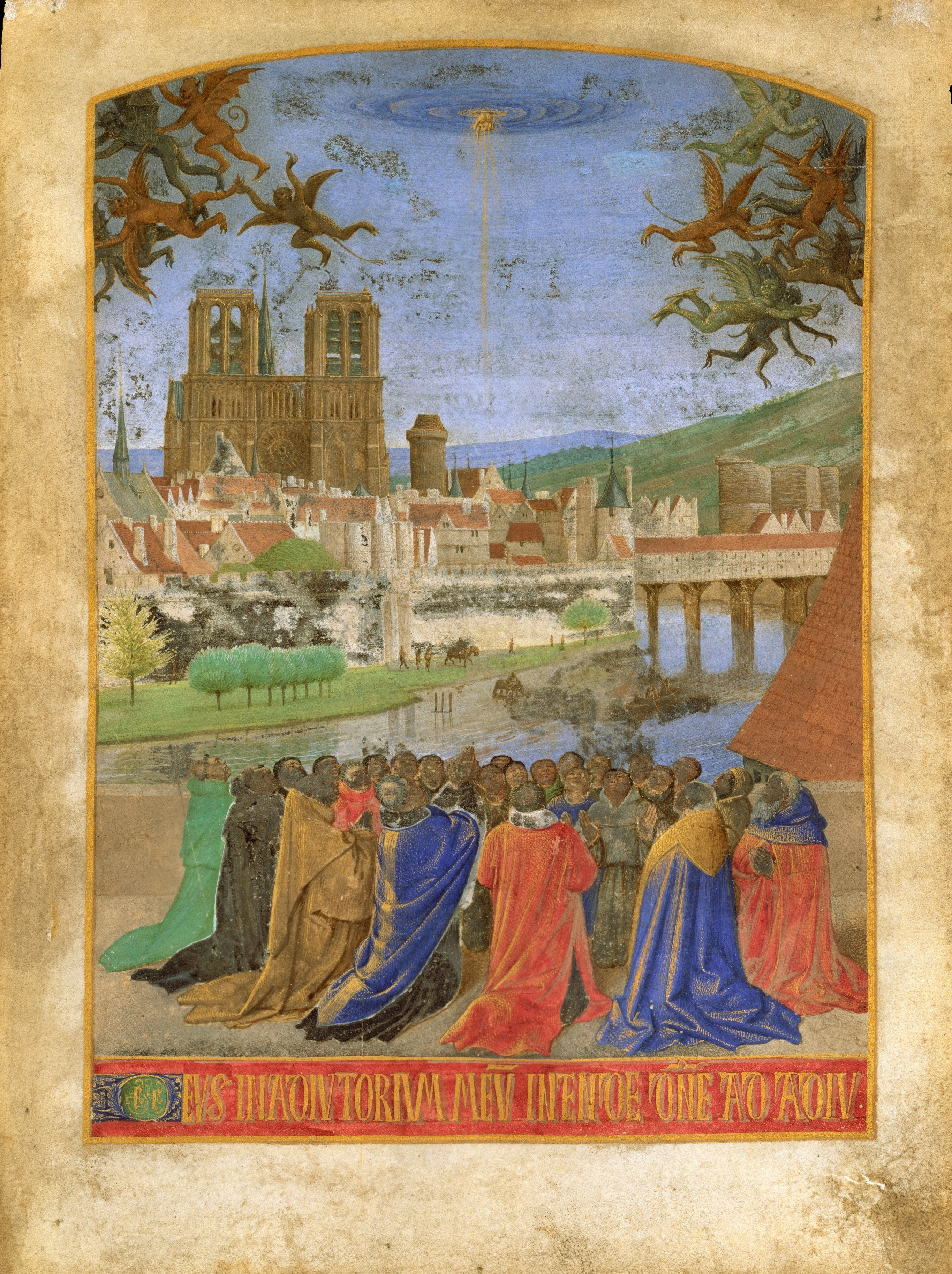
Die Herabkunft des Heiligen Geistes, Darstellung im Stundenbuch des Étienne Chevalier

Die Terz (von lateinisch tertia hora „dritte Stunde“) ist eine der kleinen Horen im Stundengebet der katholischen Kirche. Sie wird zur dritten Stunde der antiken Tageseinteilung gebetet und geht in vielen monastischen Klöstern der Feier der Konventsmesse unmittelbar voraus. Vor allem im Hymnus dieser Hore gedenkt die Kirche besonders der Aussendung des Heiligen Geistes, der an Pfingsten zur dritten Stunde auf die Apostel und Jünger des Auferstandenen herabgekommen sein soll (Apg 2,15 ).
Der Brauch, vor der heiligen Messe mit der Gemeinde die Terz zu singen, hat sich an Kathedralkirchen vor den Pontifikalämtern an hohen Festen oder auch der Chrisammesse in der Karwoche erhalten. Vor der Liturgiereform in den 1970er-Jahren wurde die Terz auch vor der Papstmesse gesungen, während der Papst die liturgischen Gewänder anlegte.

## Gliederung
Die Terz besteht aus
- dem einleitenden Versikel mit der Doxologie,
- dem Hymnus (Nunc sancte nobis spiritus oder ein ähnlicher),
- der Psalmodie,
- der Kurzlesung (Kapitel) mit dem Versikel,
- der Oration und
- dem Schlussversikel.[2]